# エンジニアリングウッド
エンジニアリングウッドは、木を原材料に工場で二次加工された木質材料のうち、設計段階で所定の要求水準を満たすように強度特性が計算され、完成した製品が所定の試験によって所定の要求水準を満たしているものと評価されることにより、要求水準を満たしていることが保証された木材製品。構造用木質材料、エンジニアードウッド(Engineered Wood Products:EWP)等とも呼ばれる。構造用集成材、構造用LVL、構造用合板、OSBなどが代表例。

## 品質と強度
エンジアリングウッドの主たる特長は、非常に安定性が高く、通常の製材に比べて構造強度が非常に高いこと。
つまり、鉄骨の代わりに木を使って柱や梁等の躯体部分をも施工可能になる。

## 種類
- 構造用集成材
- 構造用LVL
- 構造用合板
- OSB（Oriented Strand Board）
- パララム
- TJI（Trus Joist I Beam）（Ⅰ型ジョイスト）
- LSL（ティンバーストランド）

日本農林規格（JAS）における「集成材」も参照されたい。

## 地球環境との親和性
エンジニアリングウッドは木材を挽き板、ベニヤ、削片にし、これを接着成型する為、天然物ゆえの長さ・幅の制約から解放され、長尺や断面の大きいものなどを効率的に造ることが可能。
節や腐れなどを取り除き、木の特性や性質は活かしながらもより強度や精度の高い部材として利用でき、製造時のエネルギー消費も少ないことから、地球環境に優しい部材と解釈できる。

## 特性
強度特性のバラツキが小さく、信頼性高い製品
1. 自由な断面設計と加工性の良さで色々な形状に形成出来、木材の特性を活かした自由な発想の意匠が可能
2. 製品の寸法安定性が高い

## 耐火性
木材は鉄鋼よりも長い時間強度を保つ。無被覆の鋼材は、加熱によって急速に強度が低下し、時として前触れなしに突然崩壊する場合があるが、これとは対照的に、木材の強度低下は遅く表面が燃えても中心部までは燃えにくく建物は倒壊せず、その防火性は高く評価される。

## 使用例
大規模木造建築におけるサミットHR工法では、構造用集成材や構造用LVLを柱や梁に利用されている。